# 青木翔大
青木 翔大（あおき しょうた、1990年8月11日 - ）は、神奈川県厚木市出身のプロサッカー選手。Jリーグ・ザスパ群馬所属。ポジションはフォワード。ボールキープ力、前線からのプレスを特徴とし、攻撃の起点としても機能する。

## 来歴
兄の影響でサッカーを始める。中学時代は寒川町のフットワーククラブでテクニックを磨き、中2からは社会人に混じって練習していた。鹿島学園高校時代はレギュラーの座をつかめなかったが、3年時に全国高校サッカー選手権3位を経験。卒業後は桐蔭横浜大学へ進学し、3年時から横浜FCの練習に参加。4年時に関東大学サッカーリーグ戦1部昇格へ貢献した。
2013年に、横浜FCへ入団。同年7月、AC長野パルセイロへ期限付き移籍。シーズン終了後、移籍契約満了に伴い長野を退団。2014年、一度横浜FCへの復帰が発表されたが、2月にFC琉球へ再び期限付き移籍。
2015年に横浜FCへ復帰。
2016年、8クラブ程のオファーがあった中、吉田謙の圧倒的熱意に動かされアスルクラロ沼津へ完全移籍。2018年、第9節藤枝戦で右ヒジ関節脱臼、全治2カ月の負傷、しかしながら第24節静岡ダービー藤枝戦で技あり左足のシュートを決める。
2019年、ザスパクサツ群馬へ完全移籍、9月18日の沼津戦で、右膝前十字靭帯断裂、全治8ヶ月 と苦しんだが、二ケタ得点の活躍でJ2復帰に大きく貢献した。群馬時代のキャッチコピーは「蒼き翔け馬」。
2022年、ブラウブリッツ秋田へ完全移籍、沼津同僚中村亮太らと再合流。4月24日の群馬戦で恩返し弾を決め勝利し、最終的には5得点でチーム得点王となった。
2023年第8節町田戦で、センターライン付近から「青い稲妻シュート」 を放つも山本雄大、坊薗真琴ら審判団に得点を認められなかった。DAZN映像では明らかにゴールラインを割っていて、大誤審となった。第10節大宮戦ではシザーズを織り込んで対峙する浦上を翻弄して絶妙なマイナス方向へアシストを出し、週刊J2北條聡のベストアシスト賞を受賞した。
2024年で秋田との契約が満了。
2025年、ザスパ群馬に復帰。

## 所属クラブ
- 1997年 - 2002年 毛利台FC（厚木市立毛利台小学校）
- 2003年 - 2005年 フットワーククラブジュニアユース（厚木市立玉川中学校）
- 2006年 - 2008年 鹿島学園高等学校
- 2009年 - 2012年 桐蔭横浜大学
- 2013年 - 2015年 横浜FC
  - 2013年7月 - 同年12月 AC長野パルセイロ（期限付き移籍）
  - 2014年2月 - 同年12月 FC琉球（期限付き移籍）
- 2016年 - 2018年 アスルクラロ沼津
- 2019年 - 2021年 ザスパクサツ群馬
- 2022年 - 2024年 ブラウブリッツ秋田
- 2025年 - ザスパ群馬

## 個人成績
| 国内大会個人成績 | 国内大会個人成績 | 国内大会個人成績 | 国内大会個人成績 | 国内大会個人成績 | 国内大会個人成績 | 国内大会個人成績 | 国内大会個人成績 | 国内大会個人成績 | 国内大会個人成績 | 国内大会個人成績 | 国内大会個人成績 |
| 年度             | クラブ           | 背番号           | リーグ           | リーグ戦         | リーグ戦         | リーグ杯         | リーグ杯         | オープン杯       | オープン杯       | 期間通算         | 期間通算         |
| 年度             | クラブ           | 背番号           | リーグ           | 出場             | 得点             | 出場             | 得点             | 出場             | 得点             | 出場             | 得点             |
| 日本             | 日本             | 日本             | 日本             | リーグ戦         | リーグ戦         | リーグ杯         | リーグ杯         | 天皇杯           | 天皇杯           | 期間通算         | 期間通算         |
| ---------------- | ---------------- | ---------------- | ---------------- | ---------------- | ---------------- | ---------------- | ---------------- | ---------------- | ---------------- | ---------------- | ---------------- |
| 2013             | 横浜FC           | 33               | J2               | 3                | 0                | -                | -                | -                | -                | 3                | 0                |
| 2013             | 長野             | 28               | JFL              | 12               | 0                | -                | -                | 4                | 1                | 16               | 1                |
| 2014             | 横浜FC           | 33               | J2               | 0                | 0                | -                | -                | -                | -                | 0                | 0                |
| 2014             | 琉球             | 17               | J3               | 32               | 7                | -                | -                | 2                | 0                | 34               | 7                |
| 2015             | 横浜FC           | 33               | J2               | 1                | 0                | -                | -                | 0                | 0                | 1                | 0                |
| 2016             | 沼津             | 10               | JFL              | 30               | 6                | -                | -                | -                | -                | 30               | 6                |
| 2017             | 沼津             | 10               | J3               | 27               | 6                | -                | -                | 1                | 0                | 28               | 6                |
| 2018             | 沼津             | 10               | J3               | 30               | 7                | -                | -                | -                | -                | 30               | 7                |
| 2019             | 群馬             | 10               | J3               | 24               | 10               | -                | -                | 2                | 0                | 26               | 10               |
| 2020             | 群馬             | 10               | J2               | 33               | 2                | -                | -                | -                | -                | 33               | 2                |
| 2021             | 群馬             | 10               | J2               | 30               | 3                | -                | -                | 2                | 0                | 32               | 3                |
| 2022             | 秋田             | 40               | J2               | 27               | 5                | -                | -                | 0                | 0                | 27               | 5                |
| 2023             | 秋田             | 40               | J2               | 41               | 2                | -                | -                | 1                | 0                | 42               | 2                |
| 2024             | 秋田             | 40               | J2               | 27               | 4                | 2                | 1                | 1                | 0                | 30               | 5                |
| 2025             | 群馬             | 9                | J3               |                  |                  |                  |                  |                  |                  |                  |                  |
| 通算             | 日本             | 日本             | J2               | 162              | 16               | 2                | 1                | 4                | 0                | 168              | 17               |
| 通算             | 日本             | 日本             | J3               | 113              | 30               | -                | -                | 5                | 0                | 118              | 30               |
| 通算             | 日本             | 日本             | JFL              | 42               | 6                | -                | -                | 4                | 1                | 46               | 7                |
| 総通算           | 総通算           | 総通算           | 総通算           | 317              | 52               | 2                | 1                | 13               | 1                | 332              | 54               |

- Jリーグ初出場 - 2013年3月20日 J2第4節 対ザスパクサツ群馬（正田醤油スタジアム群馬）
- Jリーグ初得点 - 2014年3月9日 J3第1節 対Jリーグ・アンダー22選抜（沖縄県総合運動公園陸上競技場）

## 選抜歴
- 2011年 関東大学選抜候補

## タイトル

### クラブ
AC長野パルセイロ
- 日本フットボールリーグ (2013年)

### 個人
- 関東大学サッカーリーグ戦2部 ベストイレブン (2012年)

## トリヴィア・人物・エピソード
- 小柳達司とともに、農業企画の「BB FARMプロジェクト」に参加している[35][36]。
- 好きな言葉は「コツコツが勝つコツ」[37]
- 好きな色は、名前と同じ青[38]
- イオンモール秋田のエレベーターにブラウブリッツの装飾が施されたが、デザインで主役扱いとなっている[39]。
- プレー中は、右手を握りしめて拳、左手は開いていることが多い[40][41][42]。